# Coleodactylus
Coleodactylus é um género de répteis escamados da família Sphaerodactylidae. Este género compreende 5 espécies principalmente repartidas pelo Brasil e países vizinhos.

## Espécies
- Coleodactylus brachystoma
- Coleodactylus elizae
- Coleodactylus meridionalis
- Coleodactylus natalensis
- Coleodactylus septentrionalis